# Дюпен, Луи
Луи Эллис Дюпен (фр. Louis Ellies Dupin; 17 июня 1657, Париж — 6 июня 1719, там же) — французский патролог, педагог. профессор Коллеж де Франс. Доктор наук.

## Биография
Родился в дворянской семье, выходцев из Нормандии. Его мать была родственницей поэта Жана Расина. В 10-летнем возрасте поступил в колледж Аркура, где в 1672 году получил степень магистра. В возрасте двадцати лет Дюпен сопровождал Ж. Расина в Порт-Рояль, где тот встречался с П. Николем. Был учеником Жана де Лонуа.
Изучал богословие в Сорбонне, стал бакалавром в 1680 году и доктором наук в 1684 году.
Входил в сношения с янсенистами и с архиепископом кентерберийским по вопросу о воссоединении латинской и англиканской церквей с восточною. Во время своего визита во Францию в 1717 году царь Пётр I Великий поручил Дюпену составить план встречи глав Православной и Римской Церквей.
Главный труд Л. Дюпена — «Nouvelle bibliothèque des auteurs ecclésiastiques des six premiers siècles» (Париж, 1686—1704). Это издание не утратило цены и до настоящего времени. Свобода, с какою автор относился к сочинениям отцов церкви, возбудила против него большое неудовольствие среди католических богословов того времени и, между прочим, самого Боссюэ.
Сторонник галликанства после того, как протестовал против буллы Unigenitus Папы римского Климента XI был сослан в Шательро по обвинению в янсенизме и лишён профессорской кафедры в Коллеж де Франс.
Издал ещё насколько трудов , в том числе: «Библиотека историков», «Краткая церковная история» и др.